# Beistandschaft (Schweiz)
Die Beistandschaft ist ein Schweizer Rechtsinstitut, mit dem zum 1. Januar 2013 im Erwachsenenschutzrecht die Vormundschaft ersetzt worden ist. Die Beistandschaft ermöglicht die behördlich angeordnete rechtliche Vertretung einer urteilsunfähigen und damit handlungsunfähigen volljährigen Person (Art. 16, 17 ZGB).
Im Kindesschutzrecht ist die Vormundschaft über Minderjährige seit dem 1. Januar 2013 in den Art. 327a-c ZGB geregelt. Die Bestimmungen des Erwachsenenschutzes, namentlich über die Ernennung des Beistands, die Führung der Beistandschaft und die Mitwirkung der Erwachsenenschutzbehörde, sind dabei sinngemäß anwendbar (Art. 327c Abs. 2 ZGB).

## Rechtslage bis 31. Dezember 2012

### Organisation der Vormundschaft
Zu den vormundschaftlichen Organen gehörten die vormundschaftlichen Behörden (Vormundschaftsbehörde sowie Aufsichtsbehörde), der Vormund sowie der Beistand. Nach Art. 367 ZGB a.F. hatte ein Vormund sämtliche persönlichen und vermögensrechtlichen Interessen des unmündigen oder entmündigten Bevormundeten zu wahren und zu vertreten. Im Gegensatz dazu wurde ein Beistand nur für einzelne Geschäfte eingesetzt oder mit der Vermögensverwaltung betraut.

### Behördliche Maßnahmen
Im Vormundschaftswesen wurden drei Maßnahmen unterschieden:
- Die Beistandschaft war die am wenigsten einschränkende Maßnahme. Sie wurde auf Ansuchen der beteiligten Person oder von Amtes wegen durch die Vormundschaftsbehörde bestellt, wenn eine mündige Person in einer dringenden Angelegenheit wegen Krankheit oder Abwesenheit nicht handeln kann und keinen Vertreter bezeichnen konnte. Ebenso konnte die Vormundschaftsbehörde Beistand leisten, wenn der gesetzliche Vertreter einer unmündigen oder entmündigten Person (beispielsweise Eltern/Kind) andere Interessen vertrat als die der vertretenen Person.[1]
- Eine Person, die unter Beiratschaft gestellt war, besaß nur noch eine eingeschränkte Handlungsfähigkeit in Bezug auf wirtschaftliche Rechtshandlungen (beispielsweise Kauf, Verkauf von Liegenschaften, Darlehen, Schenkungen). Der Schwerpunkt der beiratschaftlichen Massnahme lag deswegen in der Betreuung der wirtschaftlichen Angelegenheiten.
- Bei der eigentlichen Vormundschaft wurde zwischen einfacher Vormundschaft und seit den 1980er Jahren dem fürsorgerischen Freiheitsentzug unterschieden. In beiden Fällen war diese die einschränkendsten aller vormundschaftlichen Maßnahmen. Sie wurden in Ausnahmefällen ausgesprochen, wenn die Person wegen Geisteskrankheit, Geistesschwäche, Trunksucht, anderen Suchterkrankungen oder Misswirtschaft einen besonderen Schutz benötigte. Mit der Vormundschaft wurde einer Person grundsätzlich die Handlungsfähigkeit entzogen. Der fürsorgerische Freiheitsentzug wurde ausgesprochen, wenn bei der betroffenen Person Geisteskrankheit, Geistesschwäche, Trunksucht, andere Suchterkrankungen oder schwere Verwahrlosung bestand. Sie wurde in einer geeigneten Anstalt (geschlossene/offene Psychiatrie, Haft) untergebracht.[2]

## Erwachsenenschutzrecht
Seit dem 1. Januar 2013 wird zwischen drei verschiedenen Beistandschaften und der umfassenden Beistandschaft unterschieden. Die fürsorgerische Freiheitsentziehung wurde durch die fürsorgerische Unterbringung ersetzt. Neues Gremium ist die Kindes- und Erwachsenenschutzbehörde (KESB).

### Beistandschaften

#### Arten
Das Gesetz unterscheidet zwischen der
- Begleit- (Art. 393 ZGB),
- Vertretungs- (Art. 394, 395 ZGB) und der
- Mitwirkungsbeistandschaft (Art. 396 ZGB) sowie der
- umfassenden Beistandschaft (Art. 398 ZGB).[4]

Die Aufgabenbereiche der Beistandschaft können die Personensorge, die Vermögenssorge oder den Rechtsverkehr umfassen und sollen den Bedürfnissen der betroffenen Person entsprechen (Art. 391 ZGB).

#### Subsidiarität und Verhältnismäßigkeit
Hinsichtlich der Voraussetzungen kommt es darauf an, inwieweit die betroffene Person ihre Angelegenheiten noch selber wahrnehmen kann und gegebenenfalls selber eine zur Stellvertretung berechtigte Person bezeichnet hat oder ein Fall gesetzlicher Stellvertretung vorliegt.
Mit einem öffentlich beurkundeten Vorsorgeauftrag (Art. 360 ZGB) oder einer Patientenverfügung (Art. 370 ZGB) kann eine handlungsfähige Person für den Fall ihrer späteren Urteilsunfähigkeit selbst einen Dritten mit ihrer Vertretung beauftragen. In Art. 374 ff. ZGB sind die Fälle gesetzlicher Vertretung, insbesondere unter Ehegatten und eingetragenen Partnern geregelt. Es ist dann kein Raum für eine behördlich angeordnete Beistandschaft (Art. 360, 388, 389 ZGB).

#### Wirkung
Die verschiedenen Beistandschaften unterscheiden sich in ihrer Wirkung vor allem darin, ob und inwieweit die Handlungsfähigkeit der betroffenen Person erhalten bleibt oder eingeschränkt wird bzw. ganz entfällt.